# کلونل رایت (پاروزن عقب کشتی)
کلونل رایت (پاروزن عقب کشتی) (به انگلیسی: Colonel Wright (sternwheeler)) یک کشتی بود که طول آن ۱۱۰ فوت (۳۴ متر) بود.